# Pansarsprängammunition
Pansarsprängammunition, kort psam, ibland även RSV-skott, är vapenprojektiler såsom granater, raketprojektiler, robotar och dylikt, som utformats med RSV-laddning (laddning med riktad sprängverkan), främst av typen RSV-3 (strålbildande RSV), avsedd att slå igenom pansar. Flera olika utformningar av pansarsprängammunition förekommer; vanligt förekommande vid namn är RSV-granater (pansarspränggranat, kort psgr) och RSV-raketer (pansarsprängraket, kort psrak).
RSV-laddningen består i grunden av en bakvänd ihålig metallkon med en sprängladdning och basrör baktill. Vid anslag antänder tändröret sprängladdningen som i sin tur spränger ihop metallkonen till en riktad metallstråle med hög hastighet vilken har mycket hög kinetisk genomträngningsförmåga mot hårt material som pansar.
Eftersom genomträngningsförmågan förlitar sig på verkansdelens kemiska energi snarare än på den kinetiska energin för hela projektilen, kan pansarsprängammunition avlossas med låg hastighet vilket möjliggör för mycket låg rekyl, till skillnad från kinetisk pansarammunition (pansargranat, pansarprojektil, pilprojektil, etc) som får genomträngningsförmåga efter anslagshastighet. RSV-skott med mycket hög genomträngningsförmåga kan därför avlossas från mycket lätta vapen och vapen som inte ger höga hastigheter, varför de passar för handburna närpansarvapen såsom pansarskott, granatgevär och raketgevär, men även pansarvärnsrobotar.
Den första pansarsprängammunitionen togs fram i början av andra världskriget.

## Beskrivning

### Funktion
Verkansdelen hos pansarsprängammunition består av en så kallad RSV-laddning, en verkansdel som avger riktad sprängverkan, vilket enkelt betyder att samla tryckverkan från en sprängladdnings detonation så denna kan riktas; jämför med vanlig sprängverkan som avger tryckverkan i en omliggande radie eller kontaktsprängverkan (KSV) där tryckverkan skickas igenom ett objekt via kontaktdetonation för att verka på andra sidan. Pansarsprängammunition använder principen bakom riktad sprängverkan för att rikta tryckverkan mot en koncentrerad punkt på ett hårt mål så stor genomslagsförmåga kan uppnås. Laddningen består i grunden av ett konkavt inåtvänt metallinlägg, oftast formad som en kon, apterad med en anliggande sprängladdning baktill. Bakom sprängladdningen sitter ett basrör som vid initiering antänder laddningen vilken i sin tur spränger ihop (kollapsar) metallinlägget till en superplastisk(en) metallstråle med mycket hög hastighet (runt 8000 meter per sekund). Då utvecklas så kallad riktad sprängverkan, en riktad "RSV-stråle" som har mycket stor genomträngningsförmåga mot homogent pansar. Trots att RSV-strålen består av hopsprängd superplastisk metall genomtränger den enbart kinetisk och inte termiskt.
För bästa verkan bör RSV-laddningen befinna sig på ett visst avstånd från den yta som skall penetreras, varför RSV-skott traditionellt har en ballistisk hätta framtill; en ihålig tunn kon som även förbättrar laddningens aerodynamiska egenskaper, vilken vid anslag krossas och initierar basröret genom inbromsning, alternativt att basröret är kopplat till en piezoelektrisk tändhatt på hättans spets, varav RSV-laddningen antänds ett visst avstånd från anslagsytan. För att kontrollera metallstrålens karaktäristik brukar det innanför den ballistiska hättan även finnas en ytterligare framåtvänd metallkon på den ursprungliga baskonen, vars jobb är att minska tvärsnittet i hålutrymmet för att förbättra metallstrålens egenskaper.

### Genomträningsförmåga
Genomträngningsförmågan hos pansarsprängammunition bygger på den kemiska energin i dess RSV-laddningen och inte den kinetiska energin från ammunitionens massa och anslagshastighet. Den kemiska energin beror på flera olika ting, exempelvis formen, kalibern och längden på sprängladdningen, metallkonen och hålrummet, men även materialet i komponenterna och typen av sprängämne. 
Genomträngningsförmågan hos pansarsprängammuniton minskar om projektilen är rotationsstabiliserad och blir värre ju högre rotationshastighet verkansdelen har. Detta beror på att centrifugalkraften från rotationen skingrar RSV-strålen vid anslag. RSV-skott med rotationsstabilisering avlossas därför med mycket låg mynningshastighet för att minska rotationshastigheten för att upprätthålla så högt genomslag som möjligt. Majoriteten av modern pansarsprängammunition är istället "aerodynamiskt stabiliserad" i banan för att inte rotera alls, varav laddningen kan uppnå pansargenomslag fyra till åtta gånger tjockare än verkansdelens kaliber. Exempel på aerodynamisk stabilisering är fenstabilisering (utfällbara fenor), pilstabilisering (fasta fenor) eller styrrörsstabilisering (rörformad del baktill på vissa granater till granatgevär för att ge aerodynamisk stabilisering i banan). Alternativt finns även RSV-skott där RSV-laddningen ligger i ett omliggande skal där skalet sätts i rotation under banan medan RSV-laddningen hålls stilla inuti. Laddningen är kopplad till skalet genom kullager på längdaxeln medan ventiler i skalets botten och topp ventilerar krutgas från drivladdningen igenom skalet längsgående så laddningen svävar inuti och inte trycks fast i botten på grund av tröghetsprincipen.

## Bilder

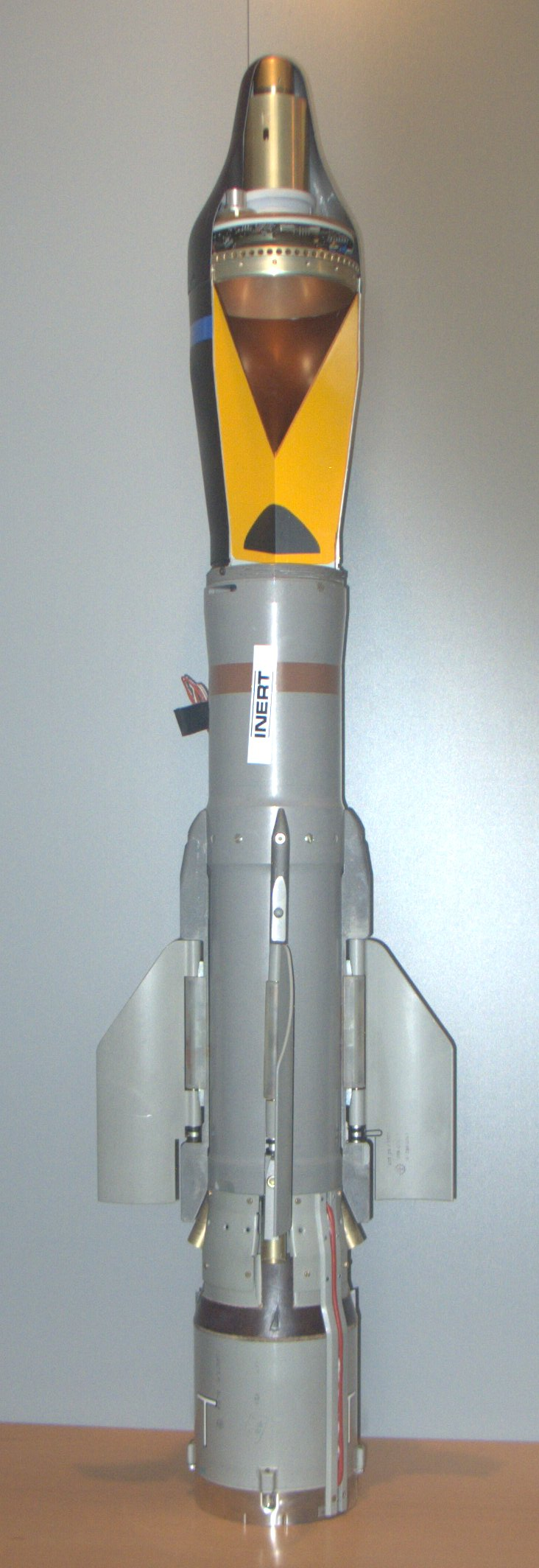
Euromissile HOT 3 pansarvärnsrobot i genomskärning.
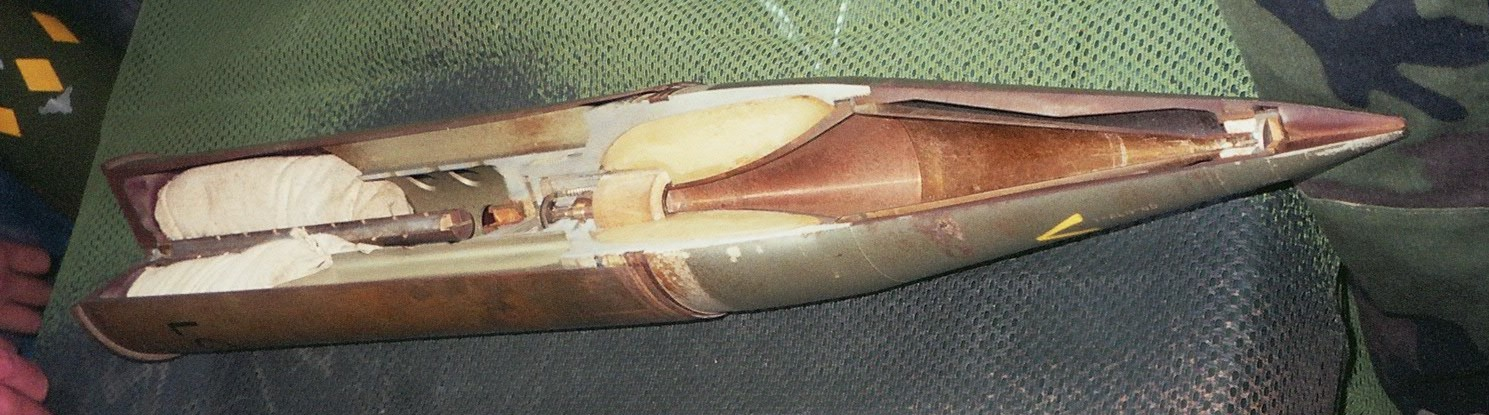
Fransk 90 mm rotationsstabiliserad pansarspränggranat.
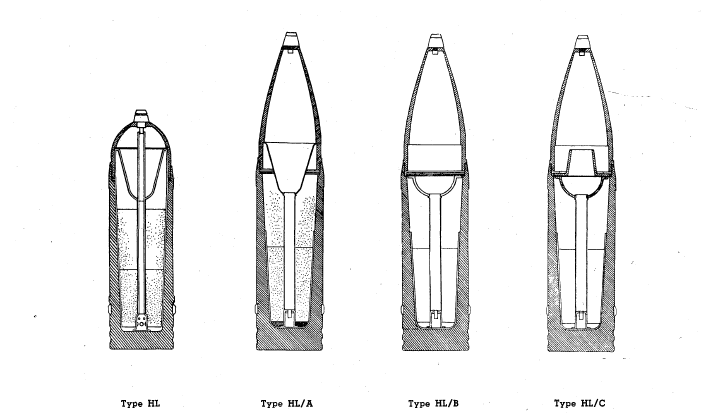
Tysk utvecklingsserie av rotationsstabiliserade pansarspränggranater i genomskärning från andra världskriget.
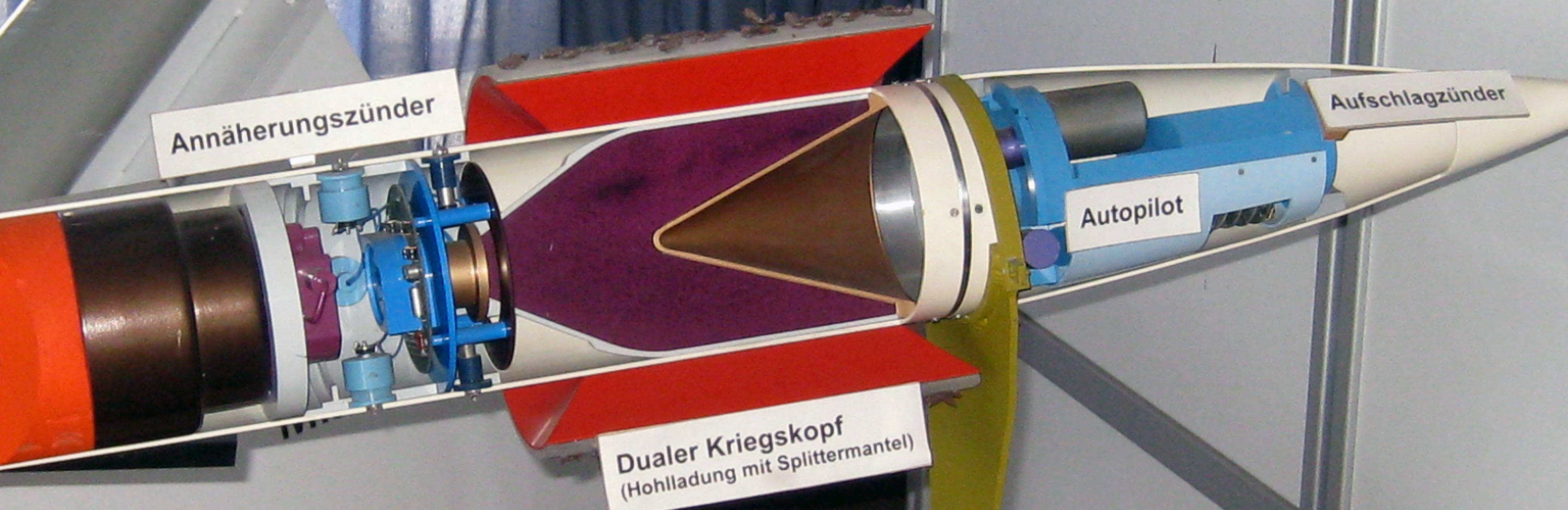
Genomskärning av stridsdelen hos en ADATS (Air Defense Anti Tank System) luftvärnspansarvärnsrobot som är försedd men en pansarsprängstridsdel med splittermantel.
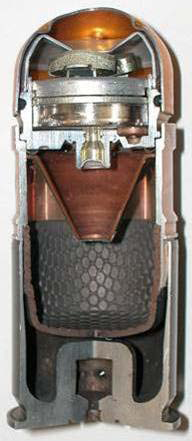
Amerikansk 40 mm gevärsgranat i genomskärning försedd med RSV-laddning och splittermantel. Sprängladdningen är urtagen i detta exempel.